# Staring at the Sun (Mika)
Staring at the Sun è un singolo del cantautore britannico Mika, pubblicato il 31 luglio 2015 come quinto estratto dal quarto album in studio No Place in Heaven.

## Video musicale
Nel videoclip, girato in Sicilia dal regista greco Andreas Dermanis tra il 23 e il 24 luglio 2015 e pubblicato il 31 dello stesso mese attraverso il canale YouTube dell'artista, viene ripreso Mika mentre nuota, canta e passeggia.

## Curiosità
Il singolo è stato utilizzato, nel 2015, come sottofondo in alcuni spot pubblicitari della 3 ed è stato pubblicato anticipando il nuovo album il 9 giugno.

## Classifiche
| Classifica (2015) | Posizione massima |
| ----------------- | ----------------- |
| Italia            | 66                |